# Brahim Tayeb
Brahim Tayeb (en tifinagh : ⴱⵕⴰⵀⵉⵎ ⵟⴰⵢⴻⴱ), né le 16 mars 1966 à Larbaâ Nath Irathen dans la Grande Kabylie, est un auteur, compositeur et interprète algérien d'expression kabyle.

## Biographie
Brahim Tayeb est né le 16 mars 1966 à Larbaâ Nath Irathen, dans la région de Grande Kabylie, en Algérie. Né non-voyant, il intègre l’École des aveugles d’El Achour à Alger, où il découvre très tôt la musique. Il y apprend le braille musical, ainsi que les bases de la guitare et du luth (oud), deux instruments qu’il ne cessera de perfectionner par la suite.
Après sa scolarité, Brahim Tayeb poursuit des études universitaires à l’Université d’Alger, dans la filière interprétariat, ce qui lui permet de maîtriser plusieurs langues et d’enrichir ses textes d’une grande sensibilité linguistique.
Il développe un intérêt profond pour la poésie kabyle et la chanson engagée, ce qui marquera toute sa carrière artistique, qu’il entame officiellement à la fin des années 1980.

## Discographie
- 1989 : Ussan nni
- 1994 : Hemleɣ-kem
- 1996 : Sreɣ-iten
- 1998 : Ur zriɣ ara
- 2001 : Si leɛḍil
- 2003 : In-t-as ma tebɣa
- 2005 : Ya ritha terdha
- 2007 : Tixer-as
- 2009 : I yitran
- 2017 : Siɣ-d itran-ik
- 2022 : Best of Brahim Tayeb